# Copyscape
Copyscape — це онлайн-сервіс виявлення плагіату, який перевіряє, чи не з'являється подібний текстовий контент в інших місцях в Інтернеті. Проєкт був запущений у 2004 році компанією Indigo Stream Technologies, Ltd.
Copyscape використовується власниками контенту для виявлення випадків «крадіжки контенту», коли контент копіюється без дозволу з одного сайту на інший. Він також використовується видавцями контенту для виявлення випадків шахрайства з контентом, коли старий контент перепаковується і продається як новий оригінальний контент.

## Історія
Copyscape був запущений у 2004 році компанією Indigo Stream Technologies, Ltd., співзасновником якої у 2003 році був Гідеон Грінспен. Згідно з інтерв'ю Грінспена, компанія спочатку розробила сервіс оповіщення під назвою Google Alert, з якого внаслідок розширення виріс сервіс Copyscape.

## Функціонал
За вказаною URL-адресою або текстом оригінального контенту Copyscape повертає список вебсторінки, які містять текст, схожий на весь або частину цього контенту. Він також показує відповідний текст, виділений на знайденій вебсторінці. Банери Copyscape можуть бути розміщені на вебсторінці, щоб застерегти потенційних плагіаторів від крадіжки контенту. Copysentry здійснює моніторинг Інтернету та надсилає повідомлення електронною поштою при виявленні нових копій, а Copyscape Premium перевіряє оригінальність контенту, придбаного видавцями онлайн-контенту.
Для пошуку Copyscape використовує у роботі Google Web API, а також набір алгоритмів для виявлення скопійованого контенту, який був змінений у порівнянні з його оригінальною формою.

## Випадки використання
Повідомлялося про використання Copyscape у випадках, пов'язаних з плагіатом в Інтернеті:
- 18 березня 2005 року повідомлялося, що Copyscape використовувався як засіб пошуку в сітці інтернет на предмет несанкціонованого використання матеріалів у справі Brayton Purcell LLP проти Recordon & Recordon, поданій до Окружного суду США Північного округу штату Каліфорнія[en] (361 °F.Supp.2d 1135). За даними Brayton Purcell, Copyscape використовувався для пошуку в Інтернеті на предмет несанкціонованого використання матеріалів 7 жовтня 2004 р.[12] 6 серпня 2009 р. Copyscape згадувався як засіб виявлення плагіату в 9-му окружному апеляційному суді США[en][13].
- 6 квітня 2005 року Арве Берсвендсен, норвезький веброзробник, за допомогою Copyscape знайшов копію написаного ним підручника з CSS, розміщену на сайті, що належить компанії Apple Inc. Берсвендсен заявив, що Apple порушила його авторські права, і відповідний контент був негайно видалений[14].
- 9 грудня 2005 року Річард Стіннон (Richard Stiennon), письменник з ZDNet, використовував Copyscape, щоб знайти шість вебсайтів, які вкрали та перевидали написаний ним бізнес-план для провайдера[15].